# Danke fürs Zuhören – Liedersammlung 1998–2012
Danke fürs Zuhören – Liedersammlung 1998–2012 ist das erste Kompilationsalbum des deutschen Pop- und Soulsängers Xavier Naidoo aus dem Jahr 2012.

## Titelliste
| #   | Titel                                                                 | Länge |
| --- | --------------------------------------------------------------------- | ----- |
| 1.  | 20.000 Meilen                                                         | 3:34  |
| 2.  | Nicht von dieser Welt                                                 | 4:22  |
| 3.  | Führ mich ans Licht                                                   | 4:36  |
| 4.  | Sie sieht mich nicht                                                  | 4:28  |
| 5.  | Seine Straßen                                                         | 4:32  |
| 6.  | Wo willst du hin?                                                     | 4:15  |
| 7.  | Bevor du gehst                                                        | 5:15  |
| 8.  | Abschied nehmen                                                       | 7:00  |
| 9.  | Ich kenne nichts (das so schön ist wie du)                            | 5:36  |
| 10. | Dieser Weg                                                            | 4:01  |
| 11. | Zeilen aus Gold                                                       | 5:35  |
| 12. | Was wir alleine nicht schaffen                                        | 3:44  |
| 13. | Alles kann besser werden                                              | 4:30  |
| 14. | Bitte hör nicht auf zu träumen                                        | 4:12  |
| 15. | Ich brauche dich                                                      | 3:53  |
| 16. | Ich kenne nichts (das so schön ist wie du) (Banks & Rawdriguez Remix) | 3:35  |
| 17. | Deutschland ist noch nicht verloren                                   | 4:05  |

## Rezeption

### Rezensionen
Artur Schulz rezensierte die Kompilation für laut.de und nennt Naidoo mit seinem „Mix aus Pop, Rap und Soul“ einen „Wegbereiter für verschiedenste Künstler“. Schulz findet auf dem Album „die beliebtesten und gefürchtetsten Tracks“ des zuweilen polarisierenden Sängers versammelt.
Stefan Weber von monstersandcritics.de stellt den Veröffentlichungstermin in einen kritischen Zusammenhang mit dem Finale der ersten Staffel der Castingshow The Voice of Germany, bei der Naidoo als Juror auftrat. Er stellt aber auch heraus, dass „Naidoo deutschsprachige Soulmusik nicht nur salonfähig, sondern international konkurrenzfähig gemacht hat.“

### Charts und Chartplatzierungen
Danke fürs Zuhören – Liedersammlung 1998–2012 erreichte in Deutschland die Chartspitze der Albumcharts und platzierte sich vier Wochen an ebendieser sowie zwölf Wochen in den Top 10 und 78 Wochen in den Charts. Darüber hinaus erreichte das Album ebenfalls die Chartspitze der deutschen Independentcharts. In Österreich erreichte das Album ebenfalls die Chartspitze und platzierte sich dort eine Woche sowie acht Wochen in den Top 10 und 65 Wochen in den Charts. Auch in der Schweiz platzierte sich das Album an der Chartspitze und hielt sich dort drei Wochen, sieben Wochen in den Top 10 und 39 Wochen in den Charts. 2012 platzierte sich Danke fürs Zuhören – Liedersammlung 1998–2012 auf Rang fünf der deutschen Album-Jahrescharts sowie auf Rang drei der deutschen Independent-Jahrescharts. In den österreichischen Jahrescharts belegte das Album Rang 17 und in der Schweiz Rang sieben.
Für Naidoo ist dies der neunte Charterfolg in den österreichischen Albumcharts sowie der jeweils achte in Deutschland und der Schweiz. In Deutschland ist es sein achter Top-10-Erfolg sowie der siebte in Österreich und der fünfte in der Schweiz. In Deutschland erreichte Naidoo hiermit zum sechsten Mal die Chartspitze der Albumcharts, in Österreich ist es nach Zwischenspiel – Alles für den Herrn und Telegramm für X der dritte Nummer-eins-Erfolg, genauso wie nach Telegramm für X und Wettsingen in Schwetzingen – MTV Unplugged in der Schweiz.
| ChartsChartplatzierungen | Höchstplatzierung | Wochen |
| ------------------------ | ----------------- | ------ |
| Deutschland (GfK)        | 1 (78 Wo.)        | 78     |
| Österreich (Ö3)          | 1 (65 Wo.)        | 65     |
| Schweiz (IFPI)           | 1 (39 Wo.)        | 39     |

| ChartsJahrescharts (2012) | Platzierung |
| ------------------------- | ----------- |
| Deutschland (GfK)         | 5           |
| Österreich (Ö3)           | 17          |
| Schweiz (IFPI)            | 7           |

### Auszeichnungen für Musikverkäufe
| Land/Region        | Auszeichnungen für Musikverkäufe (Land/Region, Auszeichnung, Verkäufe) | Verkäufe |
| ------------------ | ---------------------------------------------------------------------- | -------- |
| Deutschland (BVMI) | 2× Platin                                                              | 400.000  |
| Österreich (IFPI)  | Platin                                                                 | 20.000   |
| Insgesamt          | 3× Platin ·                                                            | 420.000  |